# Crystal Mill
Die Crystal Mill, auch Old Mill oder Sheep Mountain Power House genannt, ist ein 1893 erbautes hölzernes Kraftwerk auf einem Felsen am Crystal River in Crystal, Colorado, USA. Es kann vom Ort Marble aus mit Geländewagen erreicht werden. Es handelt sich trotz des Namens nicht um eine Mühle im eigentlichen Sinne, sondern um einen Luftkompressor, der über eine Wasserturbine angetrieben wurde. Die Druckluft wurde dann in den nahegelegenen Silberbergwerken benutzt, um die Stollen zu belüften sowie andere Maschinen oder Werkzeuge zu betreiben.
Die Crystal Mill ist einer der bekanntesten Fotomotive in Colorado. Insbesondere an sonnigen September- und Oktobertagen machen sich bis zu 500 Geländefahrzeuge auf den Weg zur Crystal Mill. Dabei ist die Straße auf langen Strecken nur einspurig befahrbar und oft gibt es keinerlei Ausweichmöglichkeiten. Unweit der Crystal Mill liegt die 1880 gegründete Geisterstadt Crystal, in der zeitweise rund 500 Menschen lebten. Der Betrieb des Silberbergwerks Sheep Mountain wurde 1917 eingestellt. Dies besiegelte auch das Ende des Ortes Crystal. Viele der alten Häuser stehen heute noch und werden von den Eigentümern gewartet.

## Geschichte

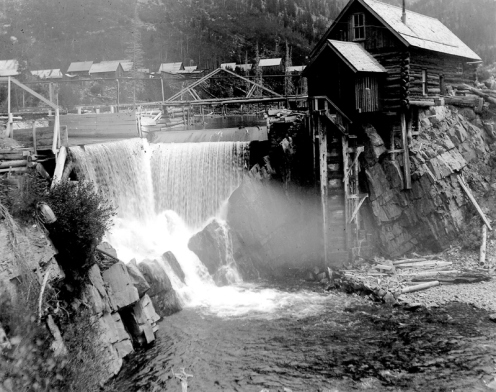
Crystal Mill in Betrieb, 1890er Jahre

Das Gebäude wurde 1893 von George C. Eaton und B. S. Phillips, den Bauherren der Sheep Mountain Tunnel and Mining Company, als Kraftwerk für das Abteufen des Sheep Mountain Tunnel errichtet. Ursprünglich hatte es ein horizontales Wasserrad. Es wurde 1917 außer Betrieb genommen, als die Sheep Mountain Mine geschlossen wurde.
Das Gebäude wurde von Treasure Mountain Ranch Inc. im Jahr in 1954 erworben. Am 5. Juli 1985 wurde es in das National Register of Historic Places eingetragen.
Wegen der Landschaft, in der sich das Gebäude befindet, gehört es zu einem der am meisten fotografierten Bauwerken im Staat Colorado.